# SOR NB 18

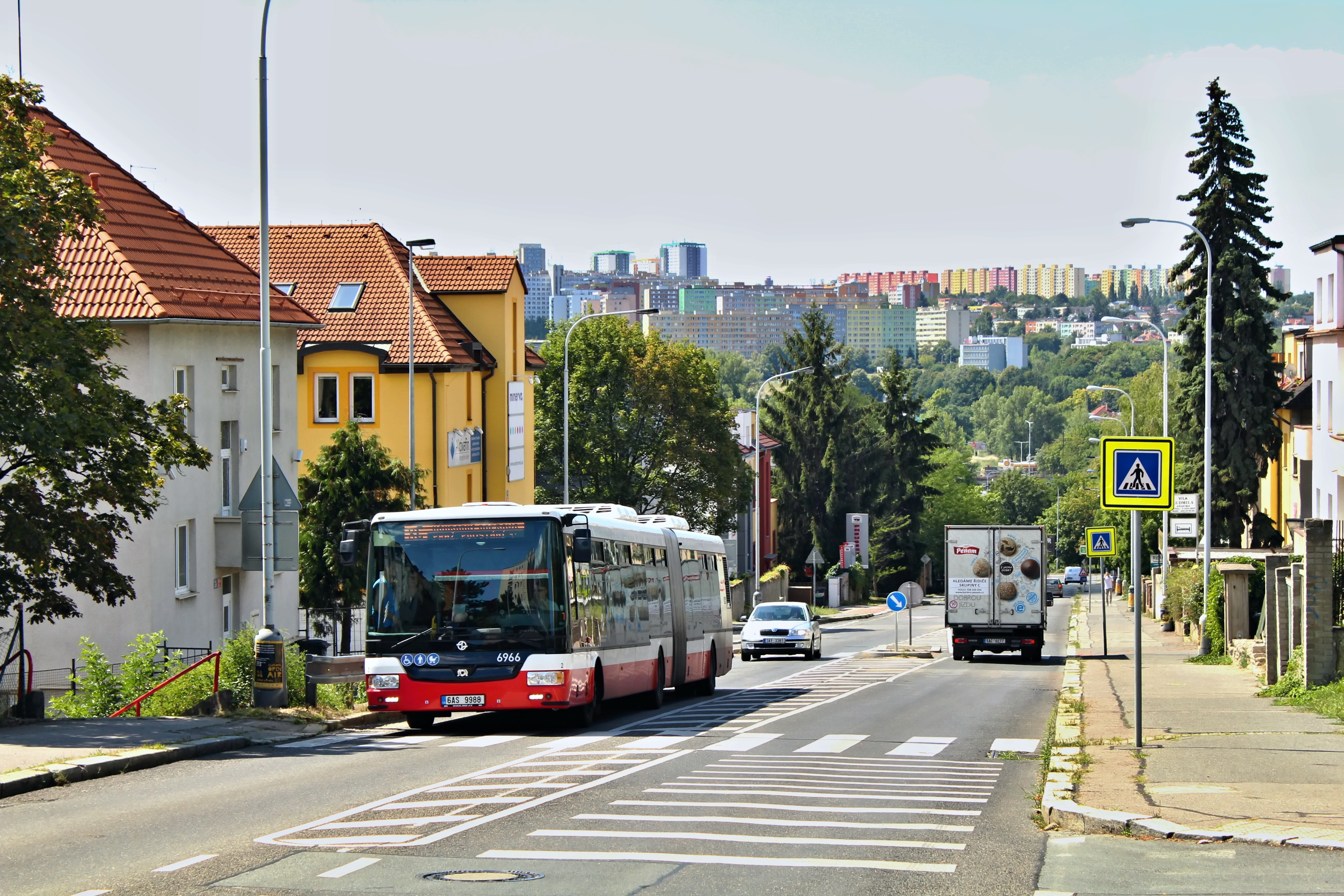
SOR NB 18 второго поколения с кондиционером

SOR NB 18 — сочленённый автобус, выпускаемый чешской компанией SOR Libchavy с 2008 по 2022 год. С 2009 года также производился гибридный автобус SOR NBH 18 и троллейбус SOR TNB 18 (с 2010 года Škoda 31Tr).

## Конструкция
SOR NB 18 был первым сочленённым автобусом компании SOR Libchavy. Ведущая ось автобуса задняя (ZF). Подвеска автобуса пневматическая. Двигатель расположен сзади в левом углу.

## Производство
Первый прототип автобуса SOR NB 18 был представлен в 2006 году в Брно. Серийное производство началось осенью 2008 года, в январе 2009 года первые девять серийных экземпляров поставлялись в Нитру.
В 2013 году был произведён вариант с двигателем стандарта Евро-6. С 2015 года он оснащался газомоторным двигателем внутреннего сгорания Iveco Cursor 8.
С конца 2017 года производились автобусы второго поколения, оснащённые системой кондиционирования.
Производство завершилось в 2022 году.